# 應昌佑
應昌佑（英語：Charles Ying，1979年4月2日—），在香港出生，香港歌手及演員。是台灣1970年代紅歌姬冉肖玲之子。憑演唱電影《大城小事》插曲（我是否還愛妳）而被音樂人雷頌德發堀，後被黎明簽下成為旗下A Music歌手。

## 簡介

### 早期生活（2004年以前）
於4歲移民往加拿大溫哥華定居。7歲返回香港定居，並在英皇佐治五世中學繼續升學至中學七年級。及後前往美國羅德島設計大學（Rhode Island School of Design）升讀大學，並在五年時間內完成大學課程及獲取兩個設計文憑（Bachelor Of Fine Arts & Bachelor of Graphic Design）。
直至2002年回港，並曾於NIKE Asia Pacific Head Office-Designer Support擔任設計師。

### 出道初期, 應昌佑(同名專輯)& 主攻國語歌曲市場（2005年-2008年）
應昌佑加入樂壇，並加盟黎明旗下所屬的A Music，同時，更參與老闆黎明的個人演唱會做表演嘉賓, 並唱出《怎會失戀》。
後來, 2007年下半年開始主力進攻國語歌曲市場。同時更奪得新城國語新勢力歌手。
其後, 2008年4月再度推出廣東歌《尾指》。

### 主攻電影市場（2009年-2015年）
應昌佑由2006年至今已接拍五部電影, 包括《緣邀知音》, 《冰河世紀3-大威龍駕到》, 《火龍》, 《李小龍》 以及 《冰河世紀4-玩轉新大陸》。
應昌佑更在2011年及2012年參與Amusic群星的《澳門A級音樂唱動全城演唱會》及劉浩龍的《劉浩龍小音樂會》做表演嘉賓。2012年起為香港電視網絡拍了數齣電視劇。

### 再戰樂壇（2016年-）
2015年，應昌佑再入錄音室，灌錄自己繼2008年後的個人音樂作品《過來人》。歌曲最後於2016年5月發表，同時亦開始下一首歌曲《那些我該學會的事》的製作，唯最後並無面世。
。

## 學歷
- 中學：英皇佐治五世中學
- 大學：美國羅德島設計大學

## 派台歌曲成績
| 派台歌曲成績         | 派台歌曲成績 | 派台歌曲成績 | 派台歌曲成績 | 派台歌曲成績 | 派台歌曲成績 | 派台歌曲成績             |
| -------------------- | ------------ | ------------ | ------------ | ------------ | ------------ | ------------------------ |
| 唱片                 | 歌曲         | 903          | RTHK         | 997          | TVB          | 備註                     |
| 2004                 |              |              |              |              |              |                          |
| 大城小事電影原聲大碟 | 我是否還愛你 | -            | 15           | -            | -            |                          |
| 2005年               |              |              |              |              |              |                          |
| 應昌佑               | 逢星期四     | 7            | 12           | 11           | 10           | 另派Acoustic Version版本 |
| 應昌佑               | 怎會失戀     | -            | -            | 19           | -            |                          |
| 應昌佑               | 24           | 10           | 4            | 3            | 5            | 與衛蘭合唱               |
| 應昌佑               | 溫暖冬眠     | -            | 12           | -            | -            |                          |
| 2006年               |              |              |              |              |              |                          |
| Looking/合氣道       | 值得愛       | -            | -            | 3            | -            | 與黎明及杜汶澤合唱       |
| 2007年               |              |              |              |              |              |                          |
|                      | 感謝寂寞     | -            | 17           | -            | -            |                          |
| 2008年               |              |              |              |              |              |                          |
|                      | 尾指         | -            | 11           | 2            | -            |                          |
| 2010年               |              |              |              |              |              |                          |
| 火                   | 嬲           | 12           | 7            | 4            | -            | 與劉浩龍合唱             |
| 2016年               |              |              |              |              |              |                          |
|                      | 過來人       | -            | 11           | 18           | -            | DBC華語歌曲流行指數：7   |

| 各台冠軍歌總數 | 各台冠軍歌總數 | 各台冠軍歌總數 | 各台冠軍歌總數 | 各台冠軍歌總數    |
| -------------- | -------------- | -------------- | -------------- | ----------------- |
| 903            | RTHK           | 997            | TVB            | 備註              |
| 0              | 0              | 0              | 0              | 四台冠軍歌總數：0 |

- 上榜中(*)
- 粗體顯示為冠軍歌曲

## 音樂專輯

### 個人專輯

#### 2005年
- 11月19日《應昌佑(同名專輯)》（粵）

- 類型：大碟
- 格式：AVCD
- 發行單位：A Music
- AVCD：

1. 怎會失戀 (MV)
2. 逢星期四 (MV)
3. 24 (MV) (與衛蘭合唱)
4. 是我不好
5. 怎會失戀
6. 溫暖冬眠
7. 24 (與衛蘭合唱)
8. 逢星期四
9. 不能愛戀 只能暗戀
10. 是我不好
11. 你是我喜歡的路人
12. 賣點

### 原創音樂專輯

#### 2004年
- 大城小事原聲大碟 - 我是否還愛妳

#### 2005年
- 森美小儀歌劇團 - 亞卡比槍擊事件

### 曾參與其他歌手的唱片/合輯

#### 2006年
- Songs Of Painting（群星）- 24 (X'mas Remix) (衛蘭合唱)

#### 2010年
- 火（新歌+精選）（黎明）－〈嬲〉（與劉浩龍合唱）

## 未出碟歌曲

### 2005年
- 24 (X'mas Remix)
- 逢星期四 (Acoustic Version)

### 2006年
- I'll Never Fall in Love Again (黎明、衛蘭、衛詩、應昌佑、杜汶澤、王歌慧合唱)
- Thanks For Everything
- 你的快樂
- 值得愛 (黎明、應昌佑、杜汶澤、合唱)

### 2007年
- 感謝寂寞

### 2008年
- 尾指

### 2010年
- 嬲 (獨唱版)

### 2015年
- 做場好戲 (應昌佑、蘇永康、楊　淇、陳柏宇、姜麗文、姜文杰)
- 愛即是遊戲

## MV

### 2005年
- 怎會失戀
- 逢星期四
- 24
- 大哥 (衛蘭MV) (客串)

### 2010年
- 嬲

### 2015年
- 做場好戲 (應昌佑、蘇永康、楊　淇、陳柏宇、姜麗文、姜文杰)
- 愛即是遊戲

## 演唱會專輯

### 曾參與其他歌手的演唱會專輯

#### 2006年
- Leon Crazy Classic Concert（黎明）[1]

#### 2010年
- 東亞華星演唱會（群星）

## 音樂會／演唱會／音樂派對

### 2005年
- 6月10-15日：Leon演唱會Crazy Classic?（表演嘉賓）
- 6月27日：十強新星鬥音樂會
- 8月13日：黑牌威士忌CEO East Asia Tour（表演嘉賓）

### 2007年
- 4月19日：衛蘭 Do U Know 沙灘音樂會（表演嘉賓）
- 4月19日：馬來西亞998音樂派對
- 9月30日：衛蘭 My First 廣州演唱會（表演嘉賓）

### 2008年
- 12月27日：Happy 2008黎明杭州演唱會（表演嘉賓）[2]

### 2009年
- 5月3日：東亞華星演唱會
- 11月12日：冉肖玲告別演唱會（表演嘉賓）

### 2010年
- 2月6日：新城情人節i DO 音樂會

### 2011年
- 5月1日：澳門A級音樂唱動全城演唱會

### 2012年
- 5月18-19日：劉浩龍小音樂會（表演嘉賓）
- 8月19日：衛蘭 My Love My Song 巡迴派對 - 番禺站（表演嘉賓）

### 2013年
- 1月4日：衛蘭 My Love My Song 巡迴派對 - 增城站（表演嘉賓）

### 2025年
- 8月16日：衛蘭 OUT OF FRAME 世界巡迴演唱會 - 佛山站（表演嘉賓）

## 舞台劇

### 2005年
- 森美小儀歌劇團 - 亞卡比槍擊事件

## 活動演出

### 2005年
- 11月11日：群星接力慈善拍賣會（嘉賓）

### 2006年
- 11月9日：新城School Tour（表演嘉賓）

### 2007年
- 4月19日：衛蘭Do U Know唱片發布會（表演嘉賓）

### 2010年
- 5月2日：聯合國兒童基金會活動（嘉賓）
- 5月2日：李小龍廣州發佈會（嘉賓）
- 6月22日：李小龍發佈會（嘉賓）
- 7月2日：藍妹啤酒Foorball Baby 「星」呢大激鬥（表演嘉賓）

### 2011年
- 4月14日：A級音樂唱動全城演唱會記者會（嘉賓）
- 10月17日：廉政行動2011首映禮（嘉賓）

### 2012年
- 1月11日：亞洲小姐頒獎禮記者會（嘉賓）
- 2月3日：Media Asia 寰亞傳媒集團2012春茗（嘉賓）
- 5月10日：還來得及再愛你記者會（嘉賓）
- 7月5日：冰河世紀4-玩轉新大陸宣傳活動（嘉賓）
- 7月6日：皇室堡 X 冰河世紀4夏日冰川競技場（嘉賓）
- 7月8日：冰河世紀4-玩轉新大陸首映禮（嘉賓）
- 7月13日：Porsche Design FlagShop活動（嘉賓）
- 12月14日：She.com活動（嘉賓）

## 電視節目（亞洲電視）

### 2012年
- 1月20日：亞洲小姐總決賽（表演嘉賓）

## 電視節目（無綫電視）

### 2005年
- 7月9日：Yepp Channel V 頒獎禮（表演嘉賓）

### 2010年
- 5月19日：萬眾同心公益金

### 2011年
- 5月29日：萬眾同心公益金

## 電視劇集

### 2010年
- 《沒有牆的世界》（港台電視劇）

### 2011年
- 《廉政行動2011》（港台電視劇）飾 馬志軒

### 2012年
- 《火速救兵II》（港台電視劇）

### 2015年
- 《童話戀曲201314》（香港電視網絡）飾 林澤天（Sky）
- 《歲月樓情》（香港電視網絡）飾 高正（高議員）
- 《還來得及再愛你》（香港電視網絡）飾 魏森

### 2017年
- 《我家在香港 III》（港台電視劇）（Azeem的單車夢）飾子軒的父親

### 2018年
- 《身後事務所》（ViuTV）飾 徐逸安

## 主持

### 2011年
- "Paris in May" (公益金活動) (司儀)
- 一個地球 - 肯亞站 (Now TV) (旅遊特輯) (主持)

## 電影

### 2006年
- 緣邀知音 飾古怪神探助手

### 2009年
- 冰河世紀3-大威龍駕到（配音）飾文輝

### 2010年
- 火龍 飾阿森
- 李小龍 飾李忠琛

### 2012年
- 冰河世紀4-玩轉新大陸（配音）飾文輝

### 2014年
- 喜愛夜蒲3 飾 張其朗（Parker）

### 2015年
- 我們停戰吧 飾青年陳家強

## 廣告

### 2005年
- 麥當勞-聖誕Snoopy公仔，(與衛蘭共演）

## 獎項
| 獎項                   | 獎項                   | 獎項     | 獎項       | 獎項 | 獎項 | 獎項 |
| ---------------------- | ---------------------- | -------- | ---------- | ---- | ---- | ---- |
| 獎項名稱               | 頒獎禮名稱             | 主辦機構 | 備註       |      |      |      |
| 2005                   |                        |          |            |      |      |      |
| 人氣實力新人獎         | PM第四屆樂壇頒獎禮     | PM       |            |      |      |      |
| 2005最型格男歌手       | MTV超級盛典            | MTV      |            |      |      |      |
| 勁爆新登場男歌手       | 新城勁爆頒獎禮         | 新城電台 |            |      |      |      |
| RoadShow至尊男新人     | RoadShow至尊音樂頒獎禮 | RoadShow |            |      |      |      |
| 最有前途新人獎：優異獎 | 十大中文金曲頒獎禮     | 香港電台 |            |      |      |      |
| 我最喜愛男新人：銅獎   | 叱咤樂壇流行榜         | 商業電台 |            |      |      |      |
| 合唱歌曲大獎《24》     | 十大勁歌金曲頒獎禮     | 無綫電視 | 與衞蘭合唱 |      |      |      |
| 2007                   |                        |          |            |      |      |      |
| 新城國語新勢力歌手     | 新城國語力頒獎禮       | 新城電台 |            |      |      |      |

## 外部連結
- A Music官方網頁
- A-Music 應昌佑個人介紹